# Игл (кратер)
Игл (англ. Eagle) — 22-метровый ударный кратер на Марсе. Находится на Плато Меридиана по координатам 1°57′ ю. ш. 354°28′ в. д. / 1,95° ю. ш. 354,47° в. д.. Посадка марсохода Оппортьюнити внутри кратера в 2004 году позволила обнаружить, что плато Меридиана когда-то было дном древнего океана.

## Название
Название кратера (англ. Eagle — «Орёл») указывает на три вещи: 1) первый пилотируемый космический корабль, который приземлился на Луну в 1969 году; 2) символ Соединенных Штатов Америки — орёл; 3) удачное приземление ровера, охарактеризованное (в терминах гольфа) как «игл» («орёл») или приземление «в одну дыру»[уточнить].
Название кратера неофициальное. На Марсе есть кратер диаметром 12,5 км с официальным названием Eagle.

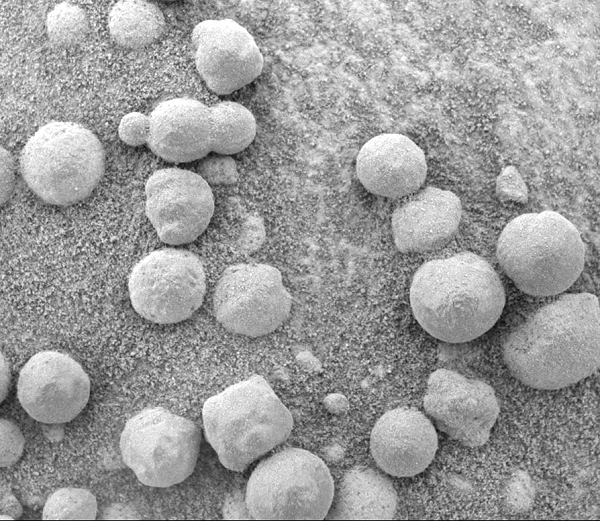
«Черника» (конкреции гематита) на скалистом обнажении в кратере Игл

## Открытие кратера
Ученые миссии были заинтригованы обилием обнажений горных пород, которые разбросаны по всему кратеру, а также почвой кратера, которая оказалась смесью крупных серых и мелких красноватых зёрен. Детальное обследование слоёв, толщина которых не больше, чем у пальца, показало, что плато Меридиана когда-то было покрыто кислым и солёным морем. Но гораздо больше информации об истории этих мест дал кратер Выносливость, к которому ровер добрался через 3 месяца.
Гематит наблюдался с орбиты, и его присутствие стало определяющим фактором выбора места посадки. Оппортьюнити установил, что этот минерал образует миллионы крошечных шариков, названных «черника» (англ. blueberries), хотя они гораздо меньше, чем реальная черника. Конкреции гематита есть не только в обнажениях кратера Игл, но и на равнинах вокруг него. Происхождение «черники» быстро установили: она появилась из-за эрозии пород ветром. Изображения с микроскопа ровера показали, что некоторые из этих шариков ещё соединены с породой тонкой ножкой, а некоторые уже отделены совсем.

## Камни и обнажения в кратере
Ряд горных пород, выходящих на поверхность, были исследованы инструментами, находящиеся на манипуляторе Оппортьюнити. Учёные миссии дали им неофициальные имена:
- «Berry Bowl» («Чаша с ягодами») — обнажение горных пород, богатое шариками гематита.
- «Carousel» («Карусель») — слоистые обнажения, сформированные, скорее всего, во влажной среде.
- «Cookies 'N' Cream» («Печенье с кремом») — тёмный почвенный объект вблизи «Карусели».
- «El Capitan» («Эль-Капитан») — другие слоистые обнажения.
- «Last Chance» («Последний шанс») — ещё одни слоистые обнажения.

Расположение этих пород можно увидеть на панораме ниже: